# Brenz
Brenz er er en flod i de tyske delstater Baden-Württemberg og Bayern, og en af Donaus bifloder fra venstre. Den har sit udspring i Brenztopf ved byen Königsbronn i  Landkreis Heidenheim i den østlige del af Schwäbische Alb.  Den løber 55 km før den munder ud i Donau ved Lauingen, et par kilometer vest for Dillingen. Den løber gennem byerne Königsbronn, Heidenheim, Giengen og Lauingen.
48°44′15″N 10°06′47″Ø / 48.7375°N 10.1131°Ø